# Nino Benvenuti
Nino Benvenuti (Izola, 26. travnja 1938. – Rim, 20. svibnja 2025.) bio je talijanski boksač, olimpijski i europski prvak.

## Amaterski boks
- 1956. talijanski prvak u velteru
- 1957. talijanski prvak u polusrednjoj
- 1957. europski prvak u polusrednjoj
- 1958. talijanski prvak u polusrednjoj
- 1959. talijanski prvak u polusrednjoj
- 1959. europski prvak u polusrednjoj
- 1960. talijanski prvak u polusrednjoj

## Profesionalni boks
U srednjoj kategoriji je postao europskim prvakom 15. listopada 1965.
Svjetskim prvakom je bio u supervelteru od 18. lipnja 1965. do 25. lipnja 1966. po verzijama WBA i WBC. 
U srednjoj kategoriji je bio svjetskim prvakom od 17. travnja 1967. do 29. lipnja 1967. po verzijama WBA i WBC. Naslov je po istim organizacijama ponovo osvojio 4. ožujka 1968. i držao ga je do 7. studenoga 1970.

## Priznanja
1968. ga je boksački časopis Ring proglasio boksačem godine.
1996. je ušao je u Boksačku Dvoranu slavnih.
Po mnogima je bio najbolji boksač kojeg je Italija ikad imala.